# خاندان بابی
خاندان بابی (انگلیسی: Babi dynasty) یک دودمان پشتون بود که حکومت پادشاهی‌های مختلف و بعدها امیرنشین‌های نوابی را تشکیل داد. جامعه بابایی، در اصل از تبار پشتون، عمدتاً در هند و برخی از نقاط پاکستان ساکن است. این جامعه ریشه‌های سلطنتی خود را به سلسله‌ای می‌داند که توسط شیرخانجی بابی در سال ۱۶۵۴ تأسیس شد، که خود از زمان تأسیس سلسله تا سال ۱۶۹۰ حاکم بود. آخرین نواب ایالت شاهزاده‌ای جوناگاد در هند بریتانیا، سر محمد خانجی، پس از تقسیم هند در سال ۱۹۴۷، سند الحاق را امضا کرد و ایالت شاهزاده‌نشین جوناگاد و همچنین دولت خراجگزار سردارگره، بانتوا ماناوادار را به پاکستان الحاق کرد. با این حال، هند این الحاق را به رسمیت نشناخت و مدت کوتاهی پس از آن این ایالت را ضمیمه خاک خود کرد.

## تاریخچه
قبیله بابی یک قبیله پشتون است که اصالتاً اهل شرق افغانستان و مناطق غربی پاکستان است. بابی یا بابایی پسر غرغشت (پشتو: غرغښت) است. گفته می‌شود که اولین بابی با همایون وارد گجرات شده است. آنها ادعا می‌کنند که از خراسان تحت رهبری عثمان خان، از پیروان امپراتور مغول همایون، به هند آمده‌اند. بهادر خانجی بابی، پسر عثمان خان، به هند مهاجرت کرد و در خدمت گورکانی‌ها درآمد. عنوان ارثی (قبیله) بابی در سال ۱۵۵۴ توسط امپراتور همایون به او اعطا شد، به دلیل «خدمت علیه رعنا از چیتور».
شیرخانجی بابی، بنیانگذار سلسله بابی در سال ۱۶۵۴ به خدمت شاهزاده مراد بخش در کاتیاوار، نایب السلطنه امپراتوری و پسر شاه جهان پیوست. در منابع مغول، اعضای قبیله بابی به دلیل هویت منطقه‌ای «گجراتی»، ازدواج و جذب فرهنگ آن، به عنوان «گجراتی» شناخته می‌شوند و اشاره به قبیله آنها عمدتاً به عنوان یک جامعه در میان زیرگروه‌های مختلف گجراتی ذکر شده است. برای مثال شجاعت خان گجراتی اهل احمدآباد. اورنگ‌زیب همچنین در رقعات عالمگیری می‌نویسد: «فوج‌داری باید به یکی از گجراتی‌ها داده شود: صفدر خان ثانی»، با اشاره به صفدر خان از قبیله بابی. آنها عمدتاً با کسانی که نسل‌ها در این کشور زندگی کرده بودند یا تازه مسلمان شده بودند، شناخته می‌شدند.
پس از فروپاشی امپراتوری مغول (گورکانی)، بابی‌ها درگیر مبارزه با سلسله گائکواد از امپراتوری مراتا بر سر کنترل گجرات شدند. در حالی که مراتاها در استقرار کنترل بر کل گجرات موفق بودند، بابی‌ها حاکمیت امیرنشین‌های نوابی جوناگاد، سردارگره رادانپور، بالاسینور، ماناوادار، بانتوا و سردارگره را حفظ کردند.
اعضای این دودمان بر نوابی‌های جوناگاد، رادانپور و بالاسینور، و همچنین ایالت‌های کوچک ماناوادار، سردارگره حکومت می‌کردند.
اعضای قبیله بابی در سراسر شمال گجرات و سائوراشترا یافت می‌شوند. بازیگر نمادین بالیوود پروین بابی از نسل بابی بود، اما بیشتر بابی‌های معاصر، به جز کسانی که متعلق به سلسله‌های شاهزاده هستند، در شرایط معمولی زندگی می‌کنند. بسیاری از آنها زمین‌داران کوچک هستند، اما شهرنشینی قابل توجهی نیز در میان بابی‌ها وجود دارد. اگرچه بابی‌ها سنت درون‌همسری را رعایت می‌کنند، مواردی از ازدواج با جوامع چوهان و بهلیم وجود دارد و آنها دخترانی را از شیخ‌ها و بوهرای سنی می‌پذیرند.

## افراد سرشناس
- پروین بابی، بازیگر فیلم هندی.
- محمد دلاور خانجی: چهاردهمین فرماندار سند، پاکستان.
- محمد جهانگیر خانجی: مشاور وزیر ارشد، سند.
- خان صاحب حسین یاور خانجی بابی رئیس ایالت سردارگره
- غلام معین‌الدین خانجی، کاپیتان هند کریکت، هاکی؛ رئیس انجمن ورزش پاکستان.
- ثروت گیلانی بازیگر پاکستانی.